# Madoka Haji
Madoka Haji (櫨 まどか Haji Madoka?), född 8 juli 1988, är en japansk fotbollsspelare som spelar för Mynavi Vegalta Sendai.
Madoka Haji spelade 6 landskamper för det japanska landslaget.